# Thierry Alix
Thierry Alix, dit Thierry Alix de Véroncourt, né en 1530 ou en 1531 à Deneuvre et mort en 1594 à Nancy, est un érudit lorrain, proche confident et conseiller de Charles III de Lorraine. Il est anobli en 1554, devenant seigneur de Véroncourt et de Forcelles-Saint-Gorgon. Il est président de la Chambre des comptes de Lorraine de 1569 à 1593.

## Biographie

### Enfance
Thierry Alix est né en 1530, ou en 1531. Il est fils de Nicolas Colin Alix, prévôt et receveur de Deneuvre,.

### Carrière juridique
Nommé le 25 août 1552 tabellion des bailliages de Nancy et de Vosges, Thierry Alix a attiré l'attention de Christine de Danemark, qui réside souvent à Deneuvre, et de Nicolas de Mercœur (alors régents du duché de Lorraine),,. Le 28 août de la même année, il est nommé greffier ordinaire de la Chambre des comptes de Lorraine sur recommandation de Christine de Danemark,. L'année suivante, il est nommé secrétaire ordinaire de Charles III, duc de Lorraine, le 27 avril. Le 13 février 1557, il reçoit l'espéré poste de conseiller et auditeur de la Chambre des comptes ; cinq ans plus tard, le 17 juin, il remplace Jean de Widrange comme conseiller ; et, enfin, il en devient président le 31 août 1569, poste qu'il occupe jusqu'en 1593,.
Il est anobli le 4 avril 1554 et devient seigneur de Véroncourt et de Forcelles-Saint-Gorgon,.
Proche confident et conseiller de Charles III, il est envoyé à Paris en 1569 pour défendre les intérêts du duc. À l'occasion des États généraux de la Ligue convoqués à Paris en 1593, il rédige un mémoire finalement non diffusé pour soutenir les droits de la Lorraine à la couronne de France : Qualités et conditions d'un légitime roy de France. À messieurs des Estatz électeurs d'Icelluy.

### Carrière d’historien et de géographe

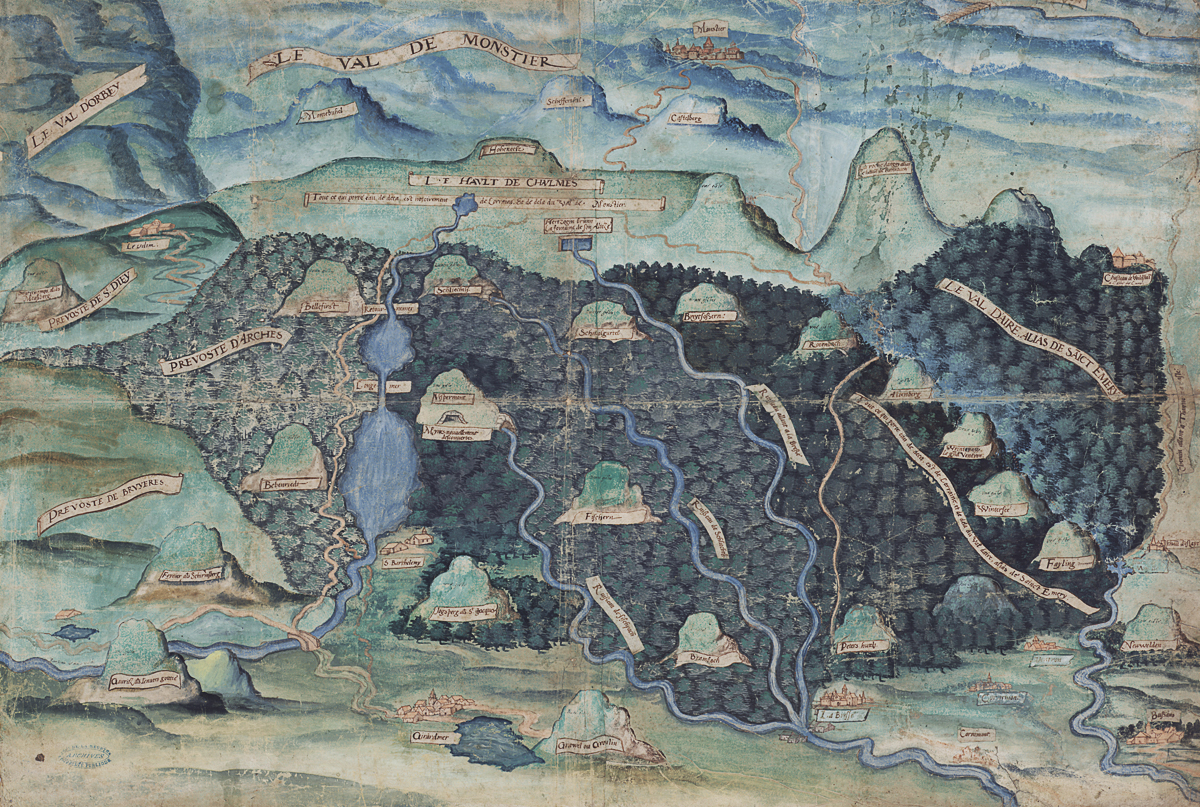
Carte des Hautes-Chaumes des Vosges, produite par Thierry Alix en 1576-1578.

À l'origine d'une des plus anciennes cartes du Grand-Pâturage des Hautes-Chaumes, Thierry est considéré comme l'un des premiers géographes lorrains. Il met en ordre les archives ducales et est également à l'origine du classement du trésor des Chartes de Lorraine, en triant par ordre des prévôtés et par sujets,. Charles III le récompense avec argent et terres. Il dresse aussi dans un ordre similaire le Cartulaire de Lorraine, un cartulaire de 89 volumes, qui copie une grande partie des titres du trésor des Chartes,. Par ce travail reconnu comme soigné, Thierry Alix est aussi considéré comme l'un des plus anciens historiens lorrains.
Le 24 octobre 1593, malade, il adresse à Charles III une lettre de démission. Le 1er janvier 1594, il offre au duc le manuscrit de son Dénombrement du duché de Lorraine. Thierry Alix y fait l'inventaire des terres, fiefs, partagées ou possédées par le clergé, le domaine ducal et les possesseurs de fiefs ; ce qui en fait une trace des anciennes divisions et subdivisions du duché de Lorraine.

### Fin de vie
À la fin de sa vie, il se retire au couvent des Cordeliers de Nancy. Il y écrit un nécrologe ou un obituaire. Il meurt d'une hydropisie le 11 ou le 13 mars 1594, à l'âge de 63 ans,.

## Famille
De son mariage le 23 janvier 1553 avec Marthe Janin,, il a eu trois fils et une fille :
- François, qui a reçu le titre de « garde du trésor des Chartes de Lorraine » le 19 mai 1589[7],[3].
- Claude, prévôt de Deneuvre, nommé conseiller et auditeur à la Chambre des comptes le 10 juillet 1592[4],[3].
- Thierry, au service du cardinal de Lorraine, nommé conseiller et auditeur à la Chambre des comptes le 2 février 1591[4].
- Marie, mariée en 1574 à Nicolas (ou Claude[3]) Champenois, président de la Chambre des comptes de 1593 à 1595[8]. Thierry Alix a obtenu la succession héréditaire de cette charge pour son gendre par reconnaissance du duc Charles III[3].

## Ouvrages
- Traité sur la Lorraine et le Barrois ; Discours sur la souveraineté du Duché de Lorraine[4].
- Mémoire présenté par Charles III de Lorraine aux États de la Ligue[4], ou Qualités et conditions d'un légitime roy de France. À messieurs des Estatz électeurs d'Icelluy[1].
- Dénombrement du Duché de Lorraine en 1594, Nancy, L. Wiener, 1870 (lire en ligne)[4].

## Postérité

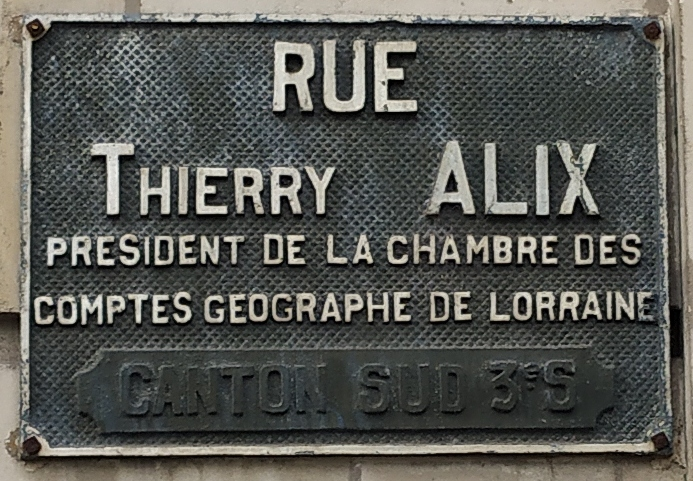
Plaque de rue de la rue Thierry Alix à Nancy.

Les nombreux écrits de Thierry Alix ont eu un impact notoire sur la politique intérieure et les relations du duché de Lorraine avec la France.
Une rue particulière à Nancy, créée en 1892 et classée en 1904, est baptisée à son nom par délibération municipale du 17 novembre 1908 et célèbre son travail de géographe,,.
La Société Thierry Alix a été fondée en 1981 par Hubert Collin, conservateur des Archives départementales de Meurthe-et-Moselle, sous l'impulsion de Michel Parisse, afin d'honorer la mémoire de Thierry Alix. Elle publie la revue Lotharingia de 1987 à 2013,.

### Épitaphe
Une épitaphe de bronze se trouvait sur le mur de la chapelle aujourd'hui détruite de Notre-Dame-de-Consolation à l'église des Cordeliers de Nancy, jouxtant celle dédiée à son fils François et à l'épouse de ce dernier. L'épitaphe de Thierry Alix figure retranscrite dans sa version originale dans l'ouvrage de Lionnois et traduite en français dans celui de l'abbé Guillaume.

## Armes
| Blason | Blasonnement : « D'azur à 3 massacres de cerfs d'or »,. Commentaires : Un autre blasonnement donne « D'azur à trois massacres de cerfs accornés et cornettés de six pièces d'or ». Ce blasonnement fait usage de termes non définis héraldiquement pour le cerf : - accorné (les cervidés ont des bois et non des cornes - qui plus est les bannes n'ont pas de couleur particulière dans ce blasonnement, or l'usage du terme accorné permet de spécifier une couleur des cornes différente du reste du corps, ce qui n'est évidemment pas le cas ici) - cornetté (non défini - peut être envisagé comme muni d'une cornette, or une cornette est une bannière, une coiffure, des lambrequins courts ou un gobelet multilobé, mais rien en relation directe avec le cerf). Il est également à noter que la représentation fournie par l'ouvrage citant ce blasonnement, montre des rencontres de cerfs (tête entière vue de face comme coupée juste derrière les oreilles) et non des massacres (bannes d'un cerf reliées par la partie supérieure du crâne). |

#### Ouvrages anciens (avant 1900)
- Jean-Jacques Lionnois, Histoire des villes vieille et neuve de Nancy, depuis leur fondation, jusqu'en 1788, 200 ans après la fondation de la Ville-Neuve, t. 1, Nancy, 1811 (lire en ligne).
- M. l'abbé Guillaume, Cordeliers et chapelle ducale de Nancy, Nancy, Peiffer, 1851 (lire en ligne).
- Henri Lepage, « Le trésor des chartes de Lorraine », Bulletin de la Société d'Archéologie lorraine, vol. VII,‎ 1857, p. 99-280 not. p. 111-138.
- Henri Lepage, Dictionnaire géographique de la Meurthe, Nancy, L. Wiener, 1860, 312 p. (BNF 30793734, lire en ligne). .
- Albert Collignon, L'Elogium in laudem Lotharingiae de Thierry Alix, Nancy, Crépin-Leblond, 1898.

#### Ouvrages récents (après 1900)
- Émile Badel, Les nouvelles rues de Nancy de 1906 à 1909, Malzéville, 1909, 96 p. (BNF 44436400, lire en ligne). .
- Christian Pfister, Histoire de Nancy, t. 2, 1909 (lire en ligne).
- Antoine de Mahuet, Biographie de la Chambre des comptes de Lorraine, Nancy, 1914, 200 p. (BNF 34213825, lire en ligne). .
- Pierre Marot, Notes sur Thierry Alix, président de la Chambre des Comptes de Lorraine, Nancy, Société d'imprimerie typographique, 1929.
- Pierre Boyé, « Alix (Thierry) », Dictionnaire de biographie française, vol. II,‎ 1936, p. 58-61 (BNF 37021071).
- Paul Robaux et Dominique Robaux, Les Rues de Nancy, Nancy et Berne, Peter Lang, 1984, 320 p. (ISBN 3-261-04000-9, BNF 34755784). .
- Jacques Choux, « Le mariage de Thierry Alix », Lotharingia, no 1,‎ 1988, p. 331-335.
- Alain Cullière, Les écrivains et le pouvoir en Lorraine au XVIe siècle, Paris, H. Champion, 1999.
- Michel Caffier, Dictionnaire des littératures de Lorraine, vol. 1, Metz, Éditions Serpenoise, 2003, 1 042 p. (ISBN 2-87692-569-9 et 2-87692-612-1, OCLC 469895205, BNF 39113842). .
- Paul d'Arbois de Jubainville, Dictionnaire biographique lorrain : Publié et augmenté par des auteurs de la Société Thierry Alix, Metz, Éditions Serpenoise, 2003, 414 p. (ISBN 2-87692-551-6, BNF 39065359). .
- Stefano Simiz, « Thierry Alix de Véroncourt », dans Isabelle Guyot-Bachy et Jean-Christophe Blanchard (dir.), Dictionnaire de la Lorraine savante, Metz : Éditions des Paraiges, 2022, p. 32-33.